# 코레일로지스
물류수송법인 코레일로지스(KORAIL LOGIS)는 2003년 설립된 대한민국의 기업으로 현재는 한국철도공사의 자회사로서 대한민국 국토교통부 산하의 기타공공기관이다. 소재지는 경기도 의왕시 오봉로 175 6군 2층(서울시 중구 청파로 432 철도빌딩 211호)이다.

## 주요기능 및 역할
- 철도일관수송체계 구축으로 철도물류운송 서비스 역할 증대
- 남북철도·국제화를 대비한 국제철도화물운송 체제 구축 운영
- 고속철도 개통에 따른 철도수송능력 증대와 물량 유치로 수익 창출
- 국가물류 대란에 따른 수송장애 발생시 대응

## 연혁
- 2003년 12월 31일: 철도청 산하 물류수송법인 코레일로지스(주)(KORAIL LOGIS Co.,Ltd.) 설립
- 2004년 10월 1일: 부산-의왕간 BLOCK TRAIN 운영 개시
- 2005년 2월 1일: 구미철도CY 조성, 운영
- 2006년 4월 1일: 부산진 1, 2단지CY 통합운영
- 2006년 6월 1일: 국제복합운송사업 영업 개시
- 2007년 3월 26일: 한일(韓日)복합운송사업(RSR) 개시
- 2007년 4월 5일: ‘BLOCK TRAIN’ 서비스표 상표권 특허청 등록
- 2007년 4월 30일: 2006년도 한국철도공사 경영평가 최우수상 수상(2연속)
- 2007년 11월 28일: 부산진 CFS 사업 개시(LCL 서비스)
- 2007년 12월 31일: 철도물류활성화에 기여(부산진역 CFS신축사업) 표창장 수상
- 2008년 1월 2일: 한국철도공사 자본금 10억원 증자(30억원)
- 2008년 2월 18일: 군산역 철도CY 조성 및 영업 개시
- 2008년 4월 1일: 군산-광양항간 BLOCK TRAIN투입(1일1왕복)
- 2008년 12월 1일: 삽교철도CY(16,500m2) 영업 개시
- 2008년 12월 23일: 제4회 Great KORAIL 경영혁신 페스티발 우수상 수상
- 2009년 4월 1일: 2008년 KORAIL 계열사 경영평가 최우수기관 선정
- 2009년 4월 1일: 부산진 3단지 CY(20,583m2)통합 운영 및 CFS(3,116m2)확대운영
- 2009년 5월 1일: 의왕ICD 공용CY 내 전용CY 운영
- 2009년 6월 11일: 오봉CY(9,326m2) 조성 및 영업 개시
- 2009년 11월 2일: “2009 한국물류대상” 국무총리상 수상
- 2010년 3월 20일: TCR운송서비스 개시
- 2010년 10월 18일: 서광주CY(3,660m2) 영업 개시
- 2010년 12월 1일: 부산신항 철송장(64,020m2) 영업 개시
- 2011년 10월 26일: 인천역 철도CY(6,830m2) 영업 개시

## 조직

### 대표이사
- 감사실
- 안전실
- 의왕사업소
- 부산사업소
  - 부산신항영업소
  - 부산진영업소
  - 구미영업소
- 여수사업소
  - 삽교영업소

#### 관리본부
- 경영기획처
- 인사노무처

#### 영업본부
- 물류개발처
- 물류영업처